# Redes interdependientes
El estudio de las redes interdependientes es un subcampo de estudio de la ciencia de redes que se ocupa de los fenómenos causados por las interacciones entre redes complejas. Aunque existe una amplia variedad de interacciones entre redes, el estudio de redes interdependientes se enfoca en los escenarios en que los nodos de una red dependen del soporte de los nodos de otra red.

## Motivación para el modelo
En la naturaleza, las redes rara vez aparecen aisladas. Generalmente son parte de sistemas más grandes, y pueden generar efectos no triviales entre sí. Por ejemplo, las redes de infraestructura exhiben un alto grado de interdependencia. Las estaciones eléctricas que forman los nodos de la red eléctrica, requieren combustible suministrado a través de una red de caminos o conductos, y son a su vez controladas por los nodos de la red de comunicaciones. Aunque la red de transporte no depende de la red eléctrica para su funcionamiento, la red de comunicaciones sí. Por lo tanto, la desactivación de un número crítico de nodos, ya sea en la red eléctrica o en la de comunicaciones, puede conducir a una serie de fallas en cadena a través de todo el sistema, con repercusiones potencialmente catastróficas. Si las dos redes fueran estudiadas por separado, este importante efecto de retroalimentación sería ignorado, y las predicciones acerca de la robustez de las redes serían sobrestimadas considerablemente.

## Enlaces de dependencia
Los enlaces en una red estándar representan conectividad, proveyendo información sobre cómo llegar de un nodo a otro. Los enlaces de dependencia, en cambio, representan una necesidad de soporte de un nodo con respecto a otro. Esta relación es a menudo, aunque no necesariamente, mutua y, por lo tanto, los enlaces pueden ser dirigidos o no dirigidos (ver Teoría de grafos). Significativamente, en redes interdependientes, un nodo deja de funcionar tan pronto como el nodo del que depende deja de hacerlo, mientras que el mismo nodo podría no verse afectado tan seriamente si en cambio pierde un enlace de conectividad.
En teoría de la percolación, un nodo se considera activo mientras permanezca conectado a la componente gigante. La introducción de enlaces de dependencia añade otra condición: que el nodo del que depende debe estar activo también.
Los enlaces de dependencia se pueden definir entre redes diferentes y también dentro de una misma red.

## Propiedades de percolación y transiciones de fase
Las redes interdependientes tienen propiedades de percolación marcadamente diferentes que las redes simples.
Si una red simple es sometida a un ataque aleatorio {\displaystyle 1-p}, la componente conectada mayor decrece de forma continua con una divergencia de su derivada {\displaystyle {\frac {dP^{\infty }}{dp}}} en el umbral de percolación {\displaystyle p_{c}}: una transición de fase de segundo orden. Este resultado está establecido para redes ER, redes de celosía y otras topologías estándar.
Sin embargo, cuando múltiples redes son interdependientes, emergen fallas en cascada debido a la retroalimentación positiva causada por los enlaces de dependencia, dando lugar a una transición de fase de primer orden o discontinua. Esto ha sido observado tanto para redes aleatorias, como para redes de celosía.
Además, se ha demostrado que, contrario a los resultados para redes simples, redes aleatorias interdependientes con distribuciones de grado más anchas son más vulnerables que aquellas con distribuciones de grado más angostas. Grados altos, una ventaja en redes simples, pueden ser una debilidad en redes interdependientes. Esto es porque los hubs, que aumentan la robustez en redes simples, pueden depender de nodos vulnerables de grado bajo en redes interdependientes. La remoción del nodo de grado bajo entonces remueve el hub y todos sus enlaces.

## Dinámica de las fallas en cascada
Una falla en cascada típica en un sistema de redes interdependientes puede ser descripta de la siguiente manera: Sean dos redes {\displaystyle A} y {\displaystyle B}, con {\displaystyle N} nodos y una topología dada. Cada nodo {\displaystyle A_{i}} en {\displaystyle A} depende de un recurso crítico provisto por un nodo {\displaystyle B_{i}} en {\displaystyle B}, y viceversa. Si {\displaystyle A_{i}} deja de funcionar, {\displaystyle B_{i}} dejará de hacerlo también, y viceversa.
La falla es desencadenada por la remoción de una fracción {\displaystyle 1-p} de nodos en {\displaystyle A}, junto con los enlaces en {\displaystyle A} asociados a cada uno de esos nodos. Dado que cada nodo en {\displaystyle B} depende de un nodo en {\displaystyle A}, esto causa la remoción de la misma fracción {\displaystyle 1-p} de nodos en {\displaystyle B}. En teoría de redes, se entiende que sólo los nodos que forman parte de la componente conexa mayor siguen funcionando. Como la disposición de enlaces en {\displaystyle A} y en {\displaystyle B} son diferentes, se fragmentan en conjuntos diferentes de componentes conexas. Las componentes más pequeñas en {\displaystyle A} dejan de funcionar, haciendo que el mismo número de nodos (pero en distinta ubicación) deje de funcionar en {\displaystyle B} también. Este proceso continúa iterativamente entre las dos redes, hasta que ya no corresponde remover más nodos. Esto conduce a una transición de fase de percolación en un valor {\displaystyle p_{c}} que es sustantivamente mayor que el valor obtenido para una red simple.

### Efecto de la topología de la red
En redes interdependientes aleatorias en las que una fracción {\displaystyle q} de los nodos de una red dependen de otros nodos, existe un valor crítico {\displaystyle q_{c}} por encima del cual transiciones de fase de primer orden son posibles.
En redes interdependientes espacialmente integradas, un nuevo tipo de falla ha sido observado en el que una falla relativamente pequeña puede propagarse a través del espacio y destruir todo un sistema de redes.

## Comparación con sistemas de muchas partículas en física
En física estadística, los fenómenos de transición de fase sólo pueden ocurrir en sistemas de muchas partículas. Aunque las transiciones de fase son bien conocidas en la ciencia de redes, en redes simples éstas son de segundo orden únicamente. Con la introducción de dependencia entre redes, emergen transiciones de primer orden. Este es un nuevo fenómeno, y uno con profundas consecuencias para la ingeniería de sistemas. Mientras en transiciones de segundo orden la disolución del sistema tiene lugar después de una degradación continua (si es pronunciada), la existencia de una transición de primer orden implica que el sistema puede ir de un estado relativamente saludable, a un colapso completo sin aviso previo.

## Ejemplos
- Redes de infraestructura. La red de centrales eléctricas depende de instrucciones de la red de comunicaciones, que a su vez requieren electricidad para funcionar.[11]
- Redes de transporte. Las redes de aeropuertos y de puertos marítimos son interdependientes en tanto que, en una ciudad dada, la capacidad de un aeropuerto para funcionar depende de recursos obtenidos del puerto marítimo, y viceversa.[12][13]
- Redes fisiológicas. Los sistemas nervioso y cardiovascular están compuestos cada uno de muchas partes conectadas, formando una red. Para funcionar, es importante no sólo mantener la conectividad dentro de cada red, sino también garantizar la disponibilidad de recursos provenientes exclusivamente de la otra red.[14]
- Redes/financieras económicas. La disponibilidad de crédito en la red bancaria y la producción económica en la red de firmas comerciales son interdependientes. Un modelo de red bipartito de bancos y activos bancarios ha sido utilizado para examinar la propagación de fallas en la economía en general.[15]
- Redes de proteínas. Un proceso biológico regulado por un número de proteínas a menudo es representado como una red. Como las mismas proteínas participan en procesos diferentes, las redes son interdependientes.
- Redes ecológicas. Las redes tróficas, conformadas por especies que dependen la una de la otra, son interdependientes cuando las mismas especies participan de redes diferentes.[16]
- Redes climáticas. Las medidas espaciales de distintas variables climatológicas definen una red. Las redes definidas por distintos conjuntos de variables son interdependientes.[17]